# Лінійна густина
Лінійна густина — фізична величина, що дорівнює відношенню маси тіла до його довжини і застосовувана для характеристики товщини ниток, дротів, тканин, плівок, паперу та ін подібних матеріалів, а також для характеристики балок, рейок і т. д. У SI лінійна густина виражається в кг/м. Лінійну густину текстильних ниток виражають у тексах.
Для середнього значення:
{\displaystyle {\bar {\lambda }}_{m}={\frac {M}{L}}}